# Hermandad de San Pablo (Sevilla)
La Hermandad de San Pablo o también conocida como Hermandad del Polígono San Pablo, es una hermandad de culto católico instaurada en la ciudad de Sevilla, Andalucía, España. Tiene su sede canónica en la Iglesia de San Ignacio de Loyola, en el barrio Polígono de San Pablo.
Su nombre oficial es Fervorosa y Trinitaria Hermandad del Santísimo Sacramento y Cofradía de Nazarenos de Nuestro Padre Jesús Cautivo y Rescatado, Nuestra Señora del Rosario Doloroso, San Juan de Mata y San Ignacio de Loyola. Desde 2008 realiza su estación de penitencia a la catedral de Sevilla el Lunes Santo. Es la segunda hermandad que se ha integrado más recientemente en la carrera oficial de la Semana Santa sevillana.

## Historia
Esta Hermandad tiene sus orígenes en septiembre de 1979, en la Parroquia de San Ignacio de Loyola, sita en el barrio sevillano del Polígono San Pablo, teniendo como primer título el de Fervorosa Asociación de Fieles de María Santísima del Rosario y San Ignacio de Loyola. Bajo el amparo y directrices de su Parroquia, dedicó los esfuerzos de los primeros años de su constitución a la evangelización en su barrio. Lo que comenzó con un reducido grupo de fieles y cofrades fue tomando arraigo tanto en su Parroquia como en el barrio. Como prueba de su fundamento religioso y cofrade, se expone, que durante esos primeros años de vida, realizó y celebró todos sus Cultos internos, sin contar con Imágenes Titulares para su veneración.
Con la llegada de la Orden Trinitaria a la Parroquia, en 1988, esta Asociación toma un nuevo rumbo y a su vez un gran auge que se plasma en un gran número de altas en su censo de hermanos. Además su barrio, el Polígono San Pablo, comienza a sentir y vivir como algo suyo y propio a lo que años más tarde se convertirá en la Hermandad de San Pablo.
En marzo de 1989, se formó su primera Junta de Gestión.
En mayo de 1990, presentada la documentación correspondiente ante la Autoridad Eclesiástica, para la aprobación y transformación de la Asociación de Fieles en Agrupación Parroquial como paso previo para la constitución de la futura Hermandad, recibiéndose Decreto favorable del Vicario General del Arzobispado de Sevilla.
La Hermandad recibe el título de “TRINITARIA”, por Decreto del Ministro General de la Orden f. José Gamarra Mayor, de fecha 8 de marzo de 1991, por su identificación y acogida al carisma y espíritu Trinitario. Siendo comunicado a la Autoridad Eclesiástica Hispalense, quien autoriza su inclusión en el título de la Hermandad.
28 de marzo de 1992, Bendición de la Imagen Titular de Ntro. Padre Jesús Cautivo y Rescatado, obra de nuestro hermano D. Luis Álvarez Duarte, por el Vicario de Zona, Rvdo. D. Manuel de los Santos Sánchez-Barbudo y apadrinó la Orden de la Santísima Trinidad.
Realiza su primera salida procesional el día 4 de abril por la calles de la feligresía
18 de septiembre de 1994, después de quince años de existencia ininterrumpida en la Parroquia, se elaboró y expuso las primeras Reglas de la futura Hermandad a la consideración del Cabildo General Extraordinario de hermanos, quienes la votaron por unanimidad y fueron presentadas a la Autoridad Eclesiástica.
5 de enero de 2005, El Cardenal-Arzobispo de Sevilla, f. Carlos Amigo Vallejo, firma el Decreto de erección Canónica como Hermandad Sacramental y de Penitencia.
El día 10 de junio de 2005, la Hermandad celebra su primer Cabildo General Ordinario de Cuentas.
24 de junio de 2005, los hermanos son convocados al primer Cabildo General Ordinario de Elecciones, siendo elegida la única candidatura presentada por nuestro hermano y anterior vicepresidente de la Agrupación Parroquial, D. Manuel Márquez Hernández como primer Hermano Mayor de la Hermandad.
21 de julio de 2005, tras ser ratificada por la Autoridad Eclesiástica la Junta de Gobierno electa, Toma Posesión de su cargo
14 de septiembre de 2005, se celebra Cabildo General Extraordinario de hermanos, donde se aprueba entre otros puntos, que la Imagen de Ntro. Padre Jesús Cautivo y Rescatado sea acompañada en su paso procesional por las figuras secundarias; Herodes, Caifás, dos romanos y un Sanedríta, aprobando igualmente, el Pasaje Evangélico de San Lucas 23, 6-10. Así como el autor, N.H.D. Luis Álvarez Duarte.
13 de septiembre de 2005, se celebra el primer Cabildo General Extraordinario de hermanos, donde se aprueba entre otros puntos, “… autorizar y habilitar a la Junta de Gobierno para que trámite ante la Autoridad Eclesiástica, Consejo General de Hermandades y Cofradías de Sevilla su incorporación a la nómina de hermandades que realizan Estación de Penitencia a la Santa Iglesia Catedral de Sevilla en los días de Semana Santa”)
11 de marzo de 2006, La Hermandad se hermana con la Hermandad del Sagrado Decreto de la Stma. Trinidad de Sevilla a petición de la Corporación con sede en la basílica de María Auxiliadora, siendo su hermano mayor, D. Manuel Toledo.
15 de enero de 2007, el Pleno de Hermanos Mayores de la Sección de Penitencia del Consejo General de Hermandades y Cofradías de Sevilla, aprueban por mayoría absoluta elevar petición a la Autoridad Eclesiástica para su incorporación a la nómina de Hermandades que realizan Estación de Penitencia a la Santa Iglesia Catedral de Sevilla en Semana Santa.
9 de febrero de 2007, es remitido a la hermandad Decreto dictado por el Vicario General de la Diócesis, Ilmo. Sr. Francisco Ortiz, mediante el cual se concede dispensa a favor de la Hermandad, sobre el cumplimiento del art. 53 de las actuales Normas Diocesanas, que fija en 57 el número de Cofradías que pueden hacer Estación de Penitencia a la Catedral de Sevilla en los días de Semana Santa.
29 de junio de 2007, reunido el Cabildo General de hermanos en convocatoria extraordinaria, se aprueba por mayoría cualificada del 77,8% de votos afirmativos, la sustitución de la imagen de Ntra. Sra. del Rosario Doloroso, obra de D. Luis Alberto García Jeute por la presentada por la Junta de Gobierno, obra del nuestro hermano, D. Luis Álvarez Duarte.
7 de julio de 2007, la Junta de Gobierno acuerda por unanimidad, nombrar a nuestro Prioste segundo, D. Manuel Márquez Oviedo, Prioste Honorifico a Título Póstumo. Y a nuestro hermano e imaginero, D. Luis Álvarez Duarte, Director Artístico de la Hermandad para la realización del conjunto escultórico del Misterio de N.P. Jesús Cautivo y Rescatado.
3 de octubre de 2007, se celebra la Solemne Bendición de la nueva imagen de Ntra. Sra. del Rosario, obra de D. Luis Álvarez Duarte.Preside y Oficia, S.E.R. El Cardenal-Arzobispo de Sevilla, f. Carlos Amigo Vallejo. Recayendo el madrinazgo en la Hermandad de la Esperanza Macarena que entrega un recuerdo para la Santísima Virgen del Rosario consistente en la Cruz de la Esperanza, réplica de la María Stma. de la Esperanza Macarena porta en su corona de oro. Asisten un gran número de hermandades de la Ciudad; penitencia, sacramentales y gloria, así como el presidente y delegados del Consejo de Hermandades y Cofradías de Sevilla. La Teniente de Alcalde, delegada de Fiestas Mayores del Excmo. Ayuntamiento de Sevilla y gran número de hermanos, feligreses y vecinos de San Pablo.
8 de enero de 2008, el Hermano Mayor, D. Manuel Márquez Hernández, recibe la noticia del Presidente del Consejo de Hermandades y Cofradías que ha comunicado en esa misma tarde a los Hermanos Mayores del Lunes Santo y a la Junta Superior del Consejo, la decisión adoptada como consecuencia de la confianza depositada por los responsables de esta jornada de la Semana Santa, para la inclusión en la Nómina del Lunes Santo de nuestra Hermandad, para este año de 2008. La decisión está adoptada por un año como consecuencia de las especiales circunstancias derivadas de la renovación de la mayoría de los hermanos mayores de dicho día y del propio Consejo, debiendo ser revisada para el próximo año. Tanto los Hermanos Mayores del Lunes Santo, como la Junta Superior, han aceptado y apoyado la decisión del Presidente del Consejo.
27 de febrero de 2008.- Presentación Oficial de las imágenes secundarias del Misterio de Ntro. Padre Jesús Cautivo y Rescatado obra de nuestro hermano e imaginero, D. Luis Álvarez Duarte, en el Salón del Apeadero del Excmo. Ayuntamiento de Sevilla. Las cinco figuras que componen la escenografía del Pasaje Evangélico de San Lucas 23, 6-10 junto a la Sagrada Imagen de N.P. Jesús Cautivo y Rescatado estuvieron expuestos durante cuatro días, hasta el día 2 de febrero, con gran asistencia de público, más de 20.500 personas visitaron la exposición.
17 de marzo de 2008. La Hermandad realiza su promera Estación de Penitencia a la Santa Iglesia Catedral de Sevilla, en el Lunes Santo, siendo la primera en abrir los cortejos de la jornada. La venia de entrada en Carrera Oficial fue acordada por el Consejo de Hermandades a las 16:45 h., teniendo un tiempo de paso de 25 minutos. En esta primera Estación de Penitencia a la Catedral en Semana Santa los Sagrados Titulares fueron acompañados por más de 500 hermanos vistiendo la túnica de nazareno.
Ntra. Sra. del Rosario portaba el manto de la Coronación de la Esperanza Macarena, cedido por la ocasión. Igualmente, portaba la Sagrada Imagen Titular, la corona de Ntra. Sra. de los Dolores (San José Obrero). La toca sobremanto de Madre de Dios de la Palma y la barquita de oro en su mano de Santa María de Consolación Madre de la Iglesia (Hermandad de la Sed).
11 de junio de 2008. El Cabildo General de Hermanos aprueba el Hermanamiento con la Hermandad del Stmo. Cristo de la Sed a petición de la Corporación de Nervión, siendo su hermano mayor D. Francisco Javier Escudero.
14 de septiembre de 2008.- Santa María de Consolación Madre de la Iglesia, Titular de la Hermandad del Stmo. Cristo de la Sed, visita la Parroquia de San Ignacio de Loyola, sede canónica de nuestra Hermandad, en Rosario de la Aurora, Culto contemplado de los actos preparatorios del Hermanamiento de ambas Corporaciones. A su llegada a nuestra Parroquia se celebró Misa concelebrada por ambos Directores Espirituales. Por la tarde, Sta. María de Consolación partió para Nervión en un Traslado triunfal y glorioso arropada por numerosos hermanos de ambas hermandades y público. Nuestra Hermandad engalanó especialmente para la Stma. Virgen la Avda. Pedro Romero con banderolas y gallardetes con símbolos concepcionistas.
El 20 de septiembre de 2008, Ntra. Sra. de los Dolores, Titular de la Hermandad de San José Obrero (Sevilla), procesiona por primera vez con el paso de palio completo (bambalinas antiguas) de Ntra. Sra. del Rosario cedido para tal ocasión por nuestra Hermandad.
11 de octubre de 2008.- Ntra. Sra. del Rosario, Titular de nuestra Hermandad, visita la Parroquia de la Concepción Inmaculada, sede canónica de la Hermandad del Stmo. Cristo de la Sed, en Rosario Vespertino, pernoctando en el Templo citado para presidir la Eucaristía celebrada por ambas Hermandades y oficiada por los respectivos Directores Espirituales, el día 12. Por la tarde se realizó el traslado de la Sagrada Titular hasta nuestra Parroquia de San Ignacio de Loyola. Ntra. Sra. del Rosario fue portada por su cuadrilla de costaleros en su paso, sin palio. Llevaba la Stma. Virgen, manto liso blanco cedido para la ocasión de Sta. María de Consolación Madre de la Iglesia. Diadema de Ntra. Sra. de la O y media luna a sus pies de Ntra. Sra. del Carmen de San Gil.
NUESTRO PADRE JESÚS CAUTIVO Y RESCATADO
La Sagrada Imagen de Nuestro Padre Jesús Cautivo y Rescatado (1992), es obra del imaginero sevillano y hermano de la Corporación, D. Luis Álvarez Duarte.
Fue bendecida por el Vicario Episcopal de Zona, D. Manuel Santos Sánchez-Barbudo, en marzo de 1992, recayendo el padrinazgo en la Orden de la Santísima Trinidad, representándola en el acto el Superior en Sevilla F. Jesús Calles Fernández.
Tiene una altura de 1,85 metros aproximadamente. De anatomía completa tallada. El color de los ojos es verde.
Actualmente realiza estación de penitencia representando el misterio del Interrogatorio ante Herodes.
MARÍA SANTÍSIMA DEL ROSARIO DOLOROSO
La Imagen de Nuestra Señora del Rosario Doloroso, es obra de Luis Álvarez Duarte (2007). Tiene una altura aprox. de 167 mm aprox. Sus pjos son de color verde. al igual que su Hijo, Jesús Cautivo y Rescatado.
Fue bendecida el 3 de octubre de 2007, presidiendo y oficiando la ceremonia S.E.R. Cardenal-Arzobispo de Sevilla, f. Carlos Amigo Vallejo. Amadrinó su bendición, la Hermandad de María Santísima de la Esperanza Macarena, la cual, regaló la Cruz de la Esperanza, réplica de la que porta la corona de oro de la Esperanza Macarena. Las personas encargadas (hermanas) del estado de su ajuar son las camareras, las cuales son las responsables del decoro y pulcritud en todo lo relacionado con el perfecto mantenimiento de sus vestimentas y complementos. Las camareras auxilian al vestidor de la Imagen que es la persona encargada de la preparación exterior de la Imagen. Tanto camareras como vestidor están bajo las ordenes del Prioste primero y Mayordomo primero que son los responsables directos del patrimonio de la Hermandad. También es la patrona de la Unidad Militar de Emergencias, la UME
Misterio:
Se compone de un Samedrita, Rey Herodes, Caifás y dos romanos, uno de ellos sujetando un Senatus.

## Túnicas
Túnica y capa de color crema con el escudo de la hermandad ceñida con cíngulo de seda trenzado de colores granate y morado. Antifaz negro con la cruz trinitaria en el pecho.

## Paso por la carrera oficial
| Predecesor: El Amor (Domingo de Ramos) | Orden de entrada en la carrera oficial (Lunes Santo) 1º lugar | Sucesor: La Redención |

Bandas de música:
Cruz de guía:
Agrupación Musical Juvenil Santa María Magdalena de Arahal-Ida
Agrupación Musical Juvenil Virgen de los Reyes de Sevilla-Vuelta
Paso de Nuestro Padre Jesús Cautivo y Rescatado:
Agrupación Musical Santa María Magdalena de Arahal-Ida
Agrupación Musical Virgen de los Reyes de Sevilla-Vuelta
Paso de palio del Rosario Doloroso:
Banda de música Las Nieves de Olivares-Ida
Banda de música de la Puebla del Río-Vuelta
Dato: Es la única hermandad de Sevilla que lleva dos bandas durante su recorrido detrás de cada uno de los pasos.